# Haʻatofo
Haʻatofo – miejscowość w Wallis i Futunie (wspólnota zamorska Francji), położona na wyspie Uvea, w dystrykcie Mua. Według spisu powszechnego z 2018 roku, liczyła 197 mieszkańców.